# 9795 Deprez
A 9795 Deprez (ideiglenes jelöléssel 1996 GJ19) a Naprendszer kisbolygóövében található aszteroida. Eric Walter Elst fedezte fel 1996. április 15-én.